# از کجا می‌آیی گل سرخ
از کجا می‌آیی گل سرخ کتابی از مهدی میرکیایی است که در سال ۱۳۷۷ منتشر و در مراسم کتاب سال جمهوری اسلامی ایران به‌عنوان کتاب برگزیده معرفی شد.